# ووبو اوکلس
ووبو اوکلس (به انگلیسی: Wubbo Ockels) فضانورد اهل کشور هلند است که در ۲۸ مارس ۱۹۴۶ میلادی در آلملو زاده شد. وی در مأموریت اس‌تی‌اس-۶۱-ای حضور داشته است.